# United National Democratic Party
Die United National Democratic Party (UNDP) war eine politische Partei aus Antigua und Barbuda. Sie entstand im Jahr 1986. Bei den Unterhauswahlen 1989 erreichte die Partei 31 % der Stimmen. Der einzige der 16 Kandidaten, der einen Sieg in seinem Wahlkreis erringen konnte, war der spätere Premierminister Winston Baldwin Spencer, der für den Wahlkreis St. John’s Rural West in das Repräsentantenhaus einzog. 1992 schloss sich die Partei mit dem Antigua Caribbean Liberation Movement und dem Progressive Labour Movement zur United Progressive Party zusammen.